# 石谷清信
石谷 清信（いしがや きよのぶ）は、江戸時代の旗本。

## 生涯
寛文6年（1666年）、徳川家綱に拝謁する。寛文7年11月21日（1668年1月4日）書院番に列し、元禄7年7月10日（1694年8月30日）家を継いだ。

## 子女
- 石谷清職

永井元孝の4男であったが、石谷清信の娘を妻として石谷清信の跡を継ぐ。
- 女子

石谷清職の妻
- 女子

叔父で別に旗本となっている石谷清長が死没する際にその実子が幼かったため清長の養女となり、久松定矩の子・石谷清定を婿にして後を継いだ。夫である石谷清定は若くして死没したため実家に帰り、その後蜂屋貞廷の妻となった。